# Goodyera oblongifolia
Goodyera oblongifolia es una especie de orquídea del género Goodyera.  Es nativa de gran parte de América del Norte, especialmente del lado occidental del continente desde Alaska a México, y al este de Canadá. Es comúnmente encontrada en los bosques de montaña, a menudo en el sotobosque de coníferas. 

## Características
Esta orquídea forma un parche amplio en el suelo con hojas en forma de lanza, óvaladas , cada una de 4 a 9 centímetros de largo. La hoja es de color verde oscuro y en esta especie el nervio central tiene estrías de color blanco. Las nervaduras de la hoja son también de color blanco, pero no tan espesas como la nervadura central y a rayas.  La planta produce una inflorescencia erecta de hasta unos 30 centímetros de altura.  La parte superior de la inflorescencia tiene muchas flores  blancas que pueden estar dispuestas todas en el mismo sentido, o estar dispuestas en espiral sobre el mismo.

## Nombre común
- Inglés: western rattlesnake plantain y giant rattlesnake plantain

## Sinonimia
- Epipactis decipiens (Hook.) Ames
- Goodyera decipiens (Hook.) F.T.Hubb.
- Goodyera menziesii Lindl.
- Goodyera oblongifolia forma reticulata (B.Boivin) P.M.Br.
- Goodyera oblongifolia var. reticulata B.Boivin
- Orchiodes decipiens (Hook.) Kuntze
- Peramium decipiens (Hook.) Piper
- Peramium menziesii (Lindl.) Morong
- Spiranthes decipiens Hook.